# Будвег, Харальд
Харальд Будвег (нем. Harald Budweg; род. 27 ноября 1950, Берлин) — немецкий музыкальный критик и журналист, музыковед
, редактор.

## Биография
Окончил Свободный университет Берлина, где изучал музыковедение и журналистику. Работал в информационном агентстве DPA, был одним из авторов музыкальной программы «Классика к завтраку» западноберлинской радиостанции Sender Freies Berlin. В 1982—1984 гг. соредактор «Новой музыкальной газеты». С 1993 г. редактор отдела культуры Rhein-Main-Zeitung (подразделение Frankfurter Allgemeine Zeitung); посещая около 330 концертов ежегодно, Будвег, по мнению коллег, неприязненно относится ко всему, что в мире классической музыки позиционируется как «Событие». Входил в жюри премии Немецкого союза музыкальных издателей.